# Suella Braverman
Pour les articles homonymes, voir Braverman.
Sue-Ellen Cassiana Braverman, dite Suella Braverman, née Fernandes le 3 avril 1980 à Harrow (Grand Londres), est une femme politique britannique. Membre du Parti conservateur, elle est députée de Fareham dans le Hampshire depuis 2015, puis de 2022 à 2023 secrétaire d'État à l'Intérieur dans les gouvernements Truss et Sunak.

## Études
Suella Braverman naît le 3 avril 1980 à Harrow, au nord de Londres. Elle grandit à Wembley. Elle est la fille de Christie Fernandes et d'Uma Mootien-Pillay, tous deux d'origine indienne, qui émigrent en Grande-Bretagne dans les années 1960 à partir du Kenya et de Maurice, respectivement. Son père, catholique, originaire de Goa, travaille pour une housing association, tandis que sa mère d'origine tamoule, hindoue, native de l'île Maurice, est infirmière et conseillère municipale du borough londonien de Brent. Suella Braverman s'est convertie au bouddhisme et a prêté serment sur le Dhammapada. Elle concourt à la chambre des Communes pour le Parti conservateur dans la circonscription de Tottenham en 2001.
Elle fait ses études primaires à l'école du manoir d'Uxenden (en) à Brent, puis à l'école indépendante de Heathfield (en) , grâce à une bourse.
Elle fait ses études de droit au Queens' College à Cambridge, qu'elle complète avec une maîtrise de droit européen et français à l'université Panthéon-Sorbonne. Au cours de ses études de premier cycle, elle est présidente de l'association Conservative de l'université de Cambridge (en) . Entre 2005 et 2015, elle est avocate de profession.
Membre de la société du Middle Temple, elle complète sa formation de barrister à Gray's Inn de Londres. En 2008, elle se spécialise dans la planification, le contrôle juridictionnel et le droit de l'immigration. Elle a été nommée dans le panel régional d'avocats du Trésor en 2010.

## Carrière politique
Aux élections générales de 2005, elle se présente à Leicester-East, terminant à la deuxième place derrière le travailliste Keith Vaz. Elle cherche à être candidate du Parti conservateur à Bexhill & Battle, mais échoue et est finalement choisie pour être candidate à Fareham. Elle est également candidate à l'assemblée de Londres en 2012, mais n'est pas élue.

### Au Parlement
Élue à la chambre des Communes en tant que députée pour Fareham en 2015 avec 56,1 % des voix et une majorité de 22 262 voix,, Braverman prononce son premier discours au parlement le 1er juin 2015 et exprime un intérêt particulier pour l'éducation, les affaires intérieures et la justice.
De 2015 à 2017, elle est membre du comité spécial de l'Éducation et de l'Habilitation, et du sous-comité des compétences et de l'économie. Entre novembre 2015 et février 2016, elle est membre de la commission paritaire sur le projet de loi de pouvoirs d'enquête.
Elle préside le groupe parlementaire multipartite (APPG) sur l'éducation financière des jeunes de septembre 2016 à mai 2017. Avec Martin Lewis, elle dirige la commission d'enquête sur l'éducation financière dans les écoles et initie son rapport, « L'Éducation financière dans les écoles : deux ans après, le travail a-t-il été fait ? », qui appelle à une meilleure éducation financière dans les écoles.
Elle fait campagne pour quitter l'Union européenne en 2016. Une majorité (55 %) des voix dans sa circonscription vote pour la sortie. Elle est présidente de l'« European Research Group », un groupe de députés conservateurs pro-Brexit, jusqu'à sa promotion à un poste ministériel. Elle est remplacée par Jacob Rees-Mogg.
Après les élections générales de 2017, elle est nommée secrétaire parlementaire particulier pour le ministre du département du Trésor.
Le 8 janvier 2018, elle est nommée sous-secrétaire d'État parlementaire au département pour la sortie de l'Union européenne. Elle n'a pas démissionnée de son poste aux côtés du secrétaire d'État David Davis mais démissionne le même jour que le successeur de Davies, Dominic Raab, le 15 novembre 2018, le lendemain de la publication du projet d'accord de retrait de l'UE.
Le 6 septembre 2022, elle est nommée secrétaire d'État à l'Intérieur dans le gouvernement Truss. Elle présente sa démission à cause de la communication de documents confidentiels à un collègue parlementaire depuis une adresse électronique privée, le 19 octobre suivant, au moment de la crise de leadership que traverse Liz Truss. Sa lettre de démission contribue à la chute de la première ministre, l'accusant d'avoir « brisé des promesses-clés », citant notamment la lutte contre l’immigration illégale.
Le successeur de Truss, Rishi Sunak, réinstalle Suella Braverman au poste de secrétaire d'État à l'Intérieur. Le 31 octobre 2022, celle-ci reconnait plusieurs autres utilisations récentes de son courriel privé pour envoyer des documents de travail. Elle est aussi sévèrement mise en cause dans la dégradation des conditions d’accueil des migrants au Royaume-Uni.
Elle est démise de ses fonctions le 13 novembre 2023. Elle est remplacée par James Cleverly, précédemment ministre des Affaires étrangères.

### Prises de positions politiques
Elle est décrite dans Le Monde comme tenante d'une « ligne d’extrême droite ». « Obsédée par les migrants », elle soutient la politique très controversée de sa prédécesseure Priti Patel, qui a signé avec Kigali un accord de déportation vers le Rwanda des personnes ayant traversé la Manche en bateau, leur enlevant la possibilité de faire une demande d’asile au Royaume-Uni. Pour sa part, elle estime vouloir en finir avec le « trafic mortifère » des passeurs, afin de mieux protéger « ceux qui en ont vraiment besoin et empruntent les voies légales ».
Suella Braverman déclare que les écoles ne sont pas tenues d'accéder aux demandes des élèves trans. Elle a fait valoir que, légalement, les moins de 18 ans doivent être traités uniquement par le genre administratif et que l'« approche inconditionnelle » adoptée par certains enseignants et écoles est la raison pour laquelle différentes parties du pays ont des taux très différents d'enfants se présentant comme transgenres.
En novembre 2023, elle déclare vouloir introduire une infraction civile pour dissuader les organisations caritatives de donner des tentes aux sans-abris car « vivre dans la rue est un choix de vie ».

## Distinctions
- Nommée membre du Conseil privé le 19 février 2020 au palais de Buckingham[31].
- Reçoit le titre honorifique de Queen's Counsel (QC) le 24 février 2020[32].